# SN 1999P
SN 1999P – supernowa typu Ib/c odkryta 13 stycznia 1999 roku w galaktyce A104408-0049. W momencie odkrycia miała maksymalną jasność 21,80m.